# Skeenden

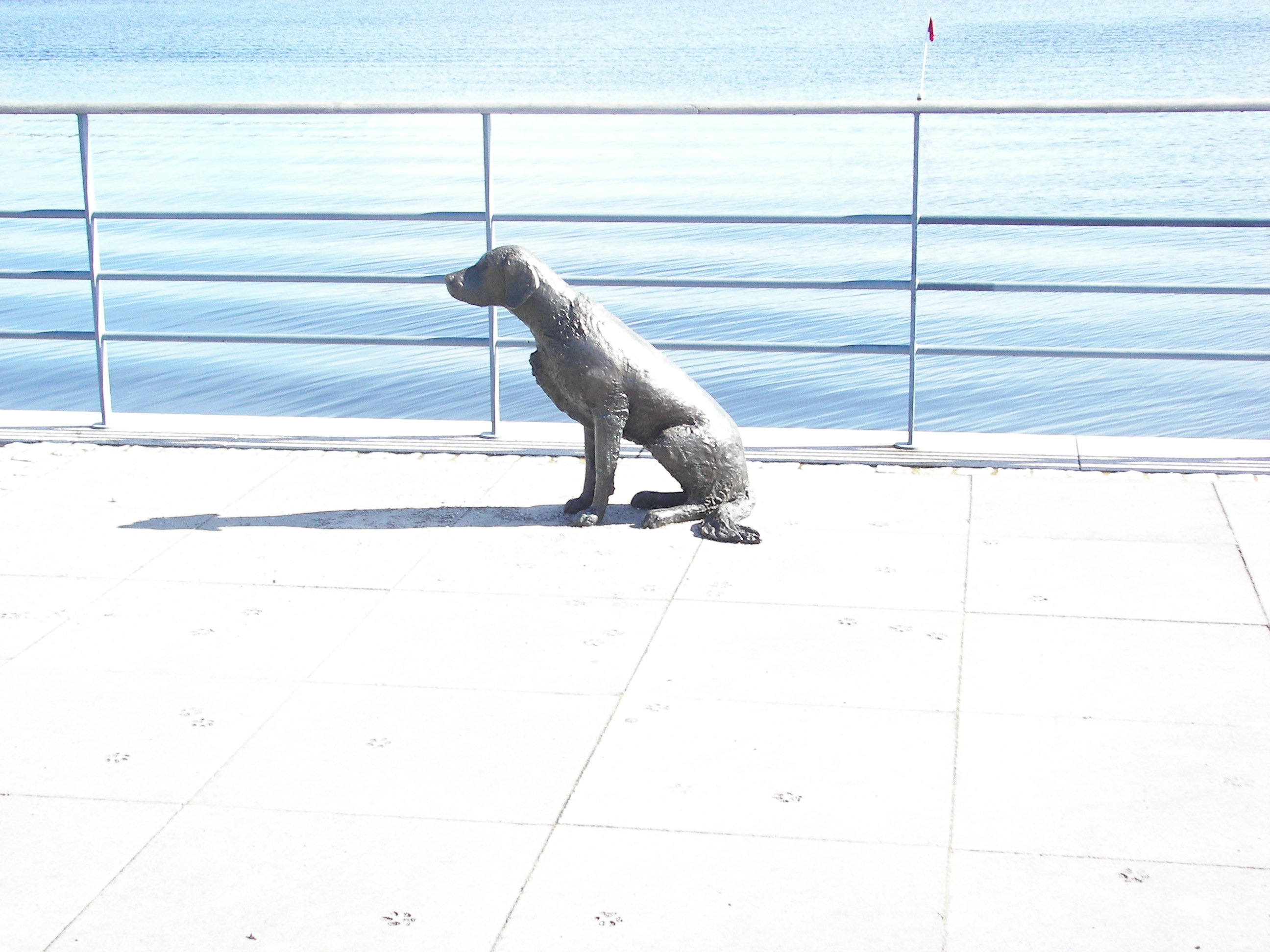
Spår

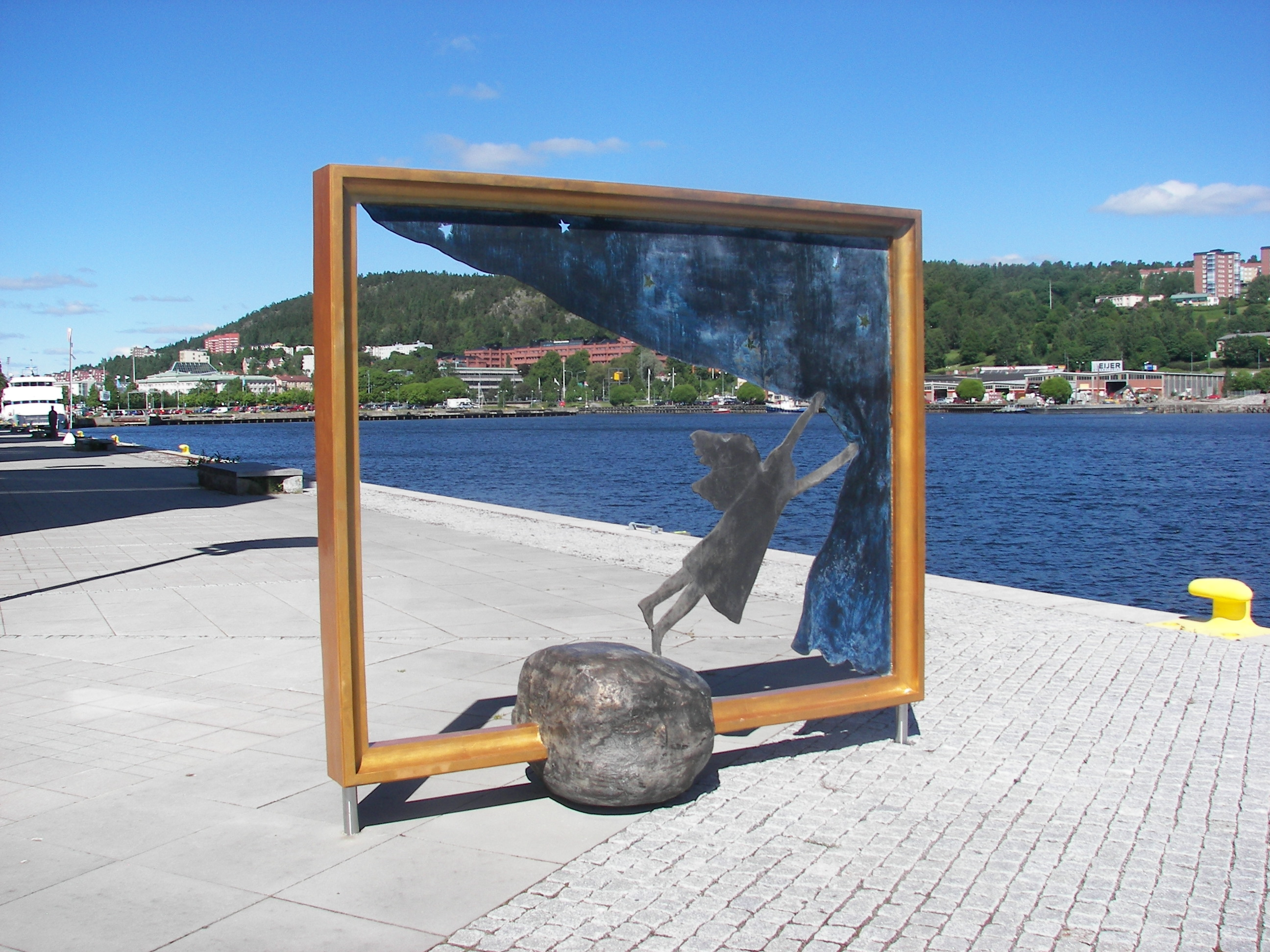
Gryning

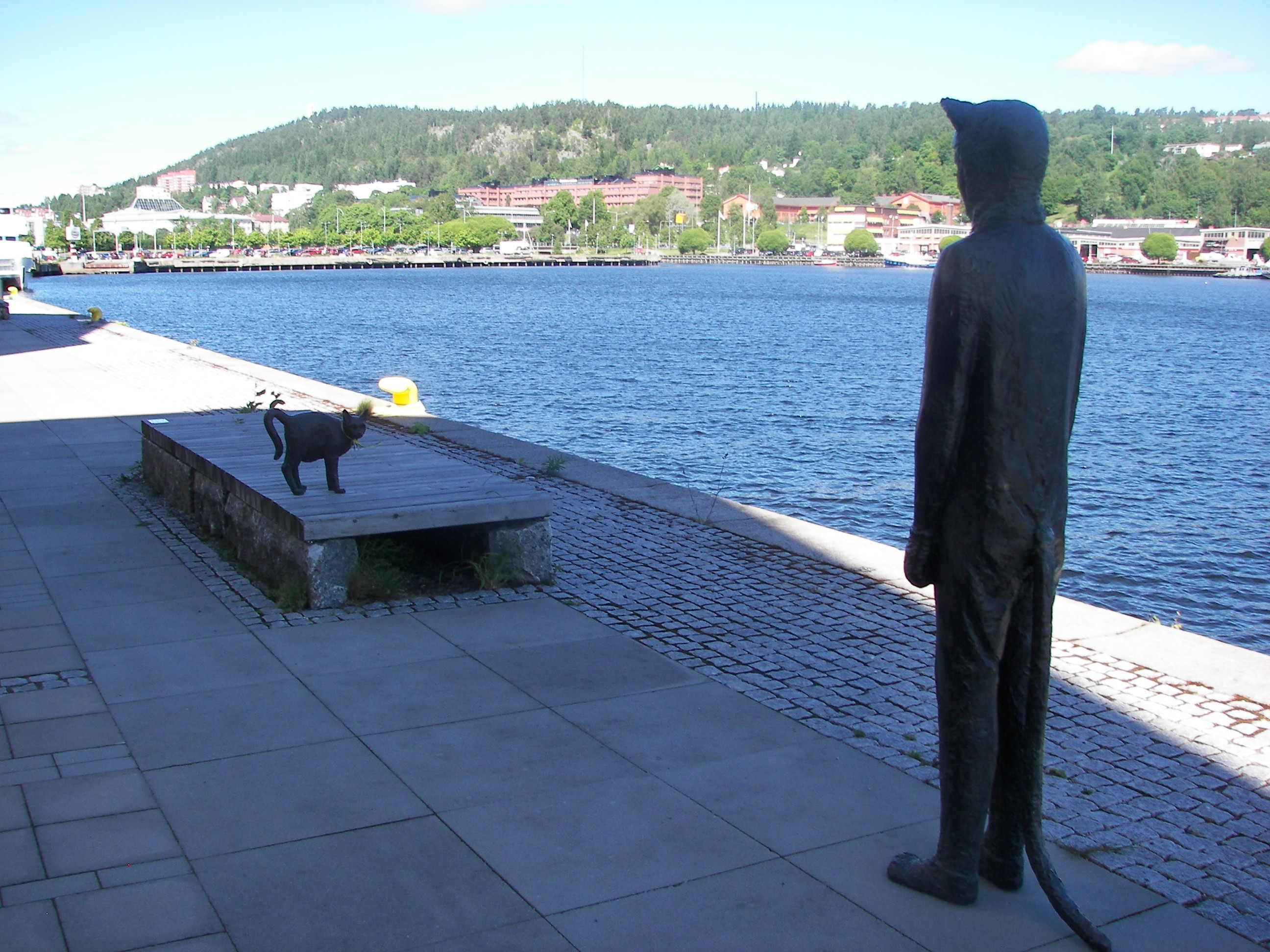
Mötet

Skeenden är en skulpturgrupp av konstnären Linnea Jörpeland från 2009. Den består av tre skulpturer i brons placerade längs kajpromenaden i stadsdelen Inre hamnen i Sundsvall. Samtliga tre har medvetet placerats direkt på marken för att föra dem närmare de som passerar förbi.

## Spår
Konstverket "Spår" består av en blöt hund i brons kring vilken det är fullt med våta tassavtryck i plattorna på marken. Hunden står på kajens östspets, intill inloppet till Sundsvalls gäst- och båthamn.

## Gryning
Konstverket "Gryning" har placerats nordväst om det femte och östligaste av de fem trähusen. En ängel drar undan nattens gardin och släpper fram den nya dagens ljus.

## Mötet
Konstverket "Mötet" är en man i kattdräkt som möter en katt. Konstverket står på kajpromenaden, norr om det mittersta trähuset i Inre hamnen. I mötet mellan mannen och katten skjuter katten ragg medan kattmanen ger ett vänligt leende tillbaka.